# 斯蒂芬·雷里奇
斯蒂芬·雷里奇（英語：Stephen Rerych，1946年5月14日—），美国男子游泳运动员。他曾代表美国参加1968年夏季奥林匹克运动会游泳比赛，获得男子4×100米自由泳接力和男子4×200米自由泳接力金牌。